# Binondo Church
Binondo Church, ook wel bekend onder de naam Minor Basilica of San Lorenzo Ruiz, is een basiliek in de Chinese migrantenwijk Binondo, een van de districten van de Filipijnse hoofdstad Manilla. De kerk werd oorspronkelijk in 1596 gebouwd door de dominicaanse kloosterorde voor de Chinese Filipino bekeerlingen. De oorspronkelijke kerk werd in 1762 verwoest bij een bombardement door de Engelsen. Het nieuwe granieten kerkgebouw uit 1852 werd in de Tweede Wereldoorlog zwaar beschadigd, waarbij slechts de westelijke façade en de octagonale klokkentoren nog overeind stonden. In 1946 werd begonnen met een restauratie, die in 1971 werd voltooid.